# 관타나모만 수용소
관타나모만 수용소(-灣收容所, Guantanamo Bay detention camp)는 미국에서 운용하고 있는 쿠바 관타나모만 관타나모만 해군 기지 안의 수용소이다. 테러와의 전쟁에서 체포된 사람들을 수용하고 있는데, 그들을 적법한 절차를 거치지 않고 수용하면서 고문 등의 심문 기법이 쓰인다고 알려졌다.
이 수용소는 관타나모만 해군 기지에 있는 관타나모 합동 임무대(JTF-GTMO)에 의해 운영되고 있으며, 각각 델타, 에코, 아메리카, 이구아나, 엑스레이 등으로 명명된 구역으로 나뉜다.
9.11 테러를 계기로 조지 부시가 시작한 테러와의 전쟁중에 생포한 테러리스트를 수용하기 위해 설립되었다.
2009년 1월 23일 버락 오바마 미국 대통령은 관타나모만 수용소를 1년 이내로 폐쇄하라는 행정 명령을 발령했다.
그러나 2018년 1월 30일 도널드 트럼프 미국 대통령은 국정연설에서 매티스 국방장관에게 수용소 유지 행정명령을 내렸음을 밝혔다.
1인당 연간 수감 비용이 1300만달러(약 154억원)에 이르는 ‘지구에서 가장 비싼 교도소’로 나타났으며, 2019년 9월 16일(현지 시각) 뉴욕타임스(NYT)는 지난해 관타나모 수용소 관련 시설과 경비 인력 유지에 5억4000만달러(약 6400억원)가 들었다고 보도했다.

## 같이 보기
- 관타나모만 수용소의 위구르 억류자들(영어판)

## 참고
1. ↑  이정은 (2009년 1월 15일). “"관타나모서 고문 횡행" 美고위관리 잇단 증언”. 동아일보. 2009년 1월 15일에 확인함.[깨진 링크(과거 내용 찾기)]
2. ↑  “오바마, 관타나모 교도소 폐쇄 명령에 서명”. mbn. 2009년 1월 23일. 2009년 1월 23일에 확인함.
3. ↑  김진일 (2009년 1월 23일). “오바마, 관타나모 수용소 폐쇄 명령”. mbn. 2009년 1월 23일에 확인함.
4. ↑  http://www.hani.co.kr/arti/international/america/830223.html
5. ↑  https://news.chosun.com/site/data/html_dir/2019/09/17/2019091702164.html